# Frankensteins Kampf gegen die Teufelsmonster
Frankensteins Kampf gegen die Teufelsmonster (jap. ゴジラ対ヘドラ, Gojira tai Hedora, wörtlich „Godzilla gegen Hedorah“) ist ein japanischer Monsterfilm um das Filmmonster Godzilla aus dem Jahr 1971.

## Handlung
Dem Müll und Dreck, mit denen die Menschen das Meer vor Tokio verschmutzen, entsteigt ein kolossaler Mutant; vom japanischen Volk „Hedorah“ genannt, von hedoro „Schlamm, Schlick; Industrieabfall“.
Als der Wissenschaftler Dr. Yano das Monster untersuchen will, erleidet er durch dieses schwere Verbrennungen. Hedorah streicht über das Land und ernährt sich von Industrieabfällen. Im Lauf der Zeit wächst Hedorah immer stärker; zudem stellt Dr. Yano fest, dass sich das Monster im Amphibienstadium befindet und einem Umwandlungsprozess unterliegt.
Von seinem Sohn inspiriert, findet Dr. Yano heraus, dass Elektrizität für Hedorah eine tödliche Wirkung hat. Godzilla erscheint und jagt das Ungeheuer in ein für diesen Zweck errichtetes elektrisches Feld, bevor Hedorah, nun in Form einer Fliegenden Untertasse, davon fliegt. Godzilla fliegt hinterher und fängt Hedorah ein, der nun auch von ihm vernichtet wird.

## Hintergründe
Die Tōhō-Studios, für die Regisseur Ishirō Honda das Filmmonster Godzilla erfunden hatte, suchten mit der Thematisierung der Umweltzerstörung nach neuen Themen für ihre Filme, da die im ersten Godzilla-Film von 1954 umgesetzte Thematik der Atombombenabwürfe auf Hiroshima und Nagasaki nicht mehr aktuell war. Man sah sich der Konkurrenz des Filmstudios Daiei Pictures ausgesetzt, das sich kurz zuvor mit Gamera tai Shinkai Kaiju Jigura (mit dem schildkrötenartigen Filmmonster Gamera) desselben Themas angenommen hatte.
Da der Chef der Tōhō-Studios, Tomoyuki Tanaka, entsetzt von der Umsetzung des während seines Krankenhausaufenthaltes entstandenen Filmes war, blieb Frankensteins Kampf gegen die Teufelsmonster der einzige Godzilla-Film unter der Regie von Yoshimitsu Banno. Erst 2014 war Banno wieder an einem Godzilla-Film beteiligt: er produzierte das zweite amerikanische Remake mit.

## Erstaufführungen
- Japan 24. Juli 1971
- Deutschland 10. Dezember 1971

## Rezeption
Die Produktionskosten lagen bei 250.000 US-Dollar. Das Einspielergebnis betrug 1,74 Millionen US-Dollar.

Der Film bekam überwiegend mäßige Bewertung. So wurde der Film auf der Webseite Rotten Tomatoes von den Kritikern zu 58 Prozent positiv bewertet, beim Publikum gefiel der Film zu 50 Prozent.

„Eine fantasievolle, makabre und böse Satire über die Machtlosigkeit des Menschen gegenüber den Folgen der Industrialisierung.“